# Kwanza Północna
Kwanza Północna (port. Kwanza-Norte lub Cuanza-Norte) – jedna z 18 prowincji Angoli, znajdująca się w północno-zachodniej części kraju. Od północy sąsiaduje z prowincją Uíge, od wschodu z Malanje, od południa z Kwanzą Południową i z Bengo na zachodzie. Na południu granicę wyznacza rzeka Kuanza.
Wilgotny klimat tropikalny sprzyja rozwojowi rolnictwa, które jest główną działalnością gospodarczą w Kwanzie Północnej. Do ważniejszych upraw należą kukurydza, orzeszki ziemne, kawa, bawełna, groch, fasola, owoce cytrusowe, maniok, agawa sizalowa, olej palmowy i massambala.
Zamieszkana jest głównie przez ludność Mbundu.

## Podział administracyjny
W skład prowincji wchodzi 10 hrabstw:
| - Ambaca - Banga - Bolongongo - Cambambe - Cazengo - Golungo Alto - Gonguembo - Lucala - Quiculungo - Cajun Samba |